# Bourgheim
Bourgheim (deutsch Burgheim) ist eine französische Gemeinde mit 635 Einwohnern (Stand 1. Januar 2021) im Département Bas-Rhin in der Region Grand Est (bis 2015 Elsass) in Frankreich. Sie gehört zum Arrondissement Sélestat-Erstein und zum Kanton Obernai.

## Geografie
Bourgheim liegt an der Kirneck, die hier die Vorbergzone der Vogesen verlässt und in die Oberrheinebene eintritt, etwa 26 Kilometer südwestlich von Straßburg.
Nachbargemeinden von Bourgheim sind Goxwiller im Norden, Valff im Osten, Zellwiller im Süden, Gertwiller im Südwesten sowie Heiligenstein im Westen.

## Geschichte
Eine gallische Siedlung bestand im 1. Jahrhundert v. Chr. Diese befand sich südlich des Flusses Kirneck und hatte sowohl landwirtschaftlichen als auch industriellen Charakter. Die Funde deuten auf eine Metallverarbeitung, Weberei und wohl auch eine Holz- und Lederverarbeitung hin. Ebenso existierten Töpferöfen, deren Produkte, denen der damaligen Keramik aus Basel ähnelt. Die Häuser waren relativ groß, gemessen an der Ausrichtung der Pfostenlöcher.
Während der Römerzeit bestand der Ort ab dem 1. Jahrhundert als Vicus weiter. An der Stelle kreuzte sich ein Weg in Nord-Süd-Richtung entlang der unteren Vogesenterrasse mit einer Ost-West-Straße, die vom Rhein in die Vogesen führte. Die Nord-Süd-Achse war gepflastert und führte mittels einer Furt über die Kirneck. Im Mittelalter wurde sie „Rittergässel“ genannt. Während im 1. Jahrhundert die Keramik hauptsächlich aus Mittel- und Südgallien stammte, gab es im 2. Jahrhundert eine heimische Produktion oder man bezog die Ware aus dem benachbarten Ittenwiler. Die Töpferwerkstätten wurden am Rande der Stadt errichtet, in welchen auch das für Gallien geschätzte Terra Nigra hergestellt wurde. Der Friedhof befand sich südlich des Dorfes.  Die Reste einer Römerfestung dienten im 12. Jahrhundert beim Bau der romanischen Kirche als Fundamente.
Entlang der Gleise nördlich des Kirnecks fand man ein größeres Merowingergräberfeld. Im Jahre 738 wurde Burgheim erstmals urkundlich erwähnt. Im Mittelalter gehörten den Klöstern Weißenburg, Ebersmünster und Niedermünster Ländereien in Burgheim, das aus den Ortsteilen Oberburgheim, mit der Kapelle Saint-Nicolas, und Niederburgheim, mit der Kirche Saint-Arbogast, bestand. Ab dem 13. Jahrhundert gehörte die Ortschaft zum Heiligen Römischen Reich. Im 15. Jahrhundert verschwand Oberburgheim. Maximilian I. von Habsburg (1459–1519) machte Barr, zu dem Burgheim gehörte, zu einem Krongut, verwaltet von Nicolas Ziegler. Deshalb wurden Burgheim, Barr, Gertweiler, Goxweiler und Heiligenstein 1648 zu Reichsdörfern erklärt.
Von 1871 bis zum Ende des Ersten Weltkrieges gehörte Burgheim als Teil des Reichslandes Elsaß-Lothringen zum Deutschen Reich und war dem Kreis Erstein im Bezirk Unterelsaß zugeordnet.

### Bevölkerungsentwicklung
| Jahr      | 1910 | 1962 | 1968 | 1975 | 1982 | 1990 | 1999 | 2008 | 2013 |
| --------- | ---- | ---- | ---- | ---- | ---- | ---- | ---- | ---- | ---- |
| Einwohner | 194  | 208  | 240  | 246  | 257  | 395  | 409  | 482  | 561  |

## Wirtschaft
Wichtige Erwerbszweige sind Weinbau, Ackerbau und Tabakanbau. Seit 1954 ist ein Unternehmen zur Herstellung landwirtschaftlicher Maschinen ortsansässig. Das Unternehmen trug mit der Bereitstellung von bis zu 400 Arbeitsplätzen und 55 Wohnungen zum Wachstum des Ortes bei.

## Sehenswürdigkeiten

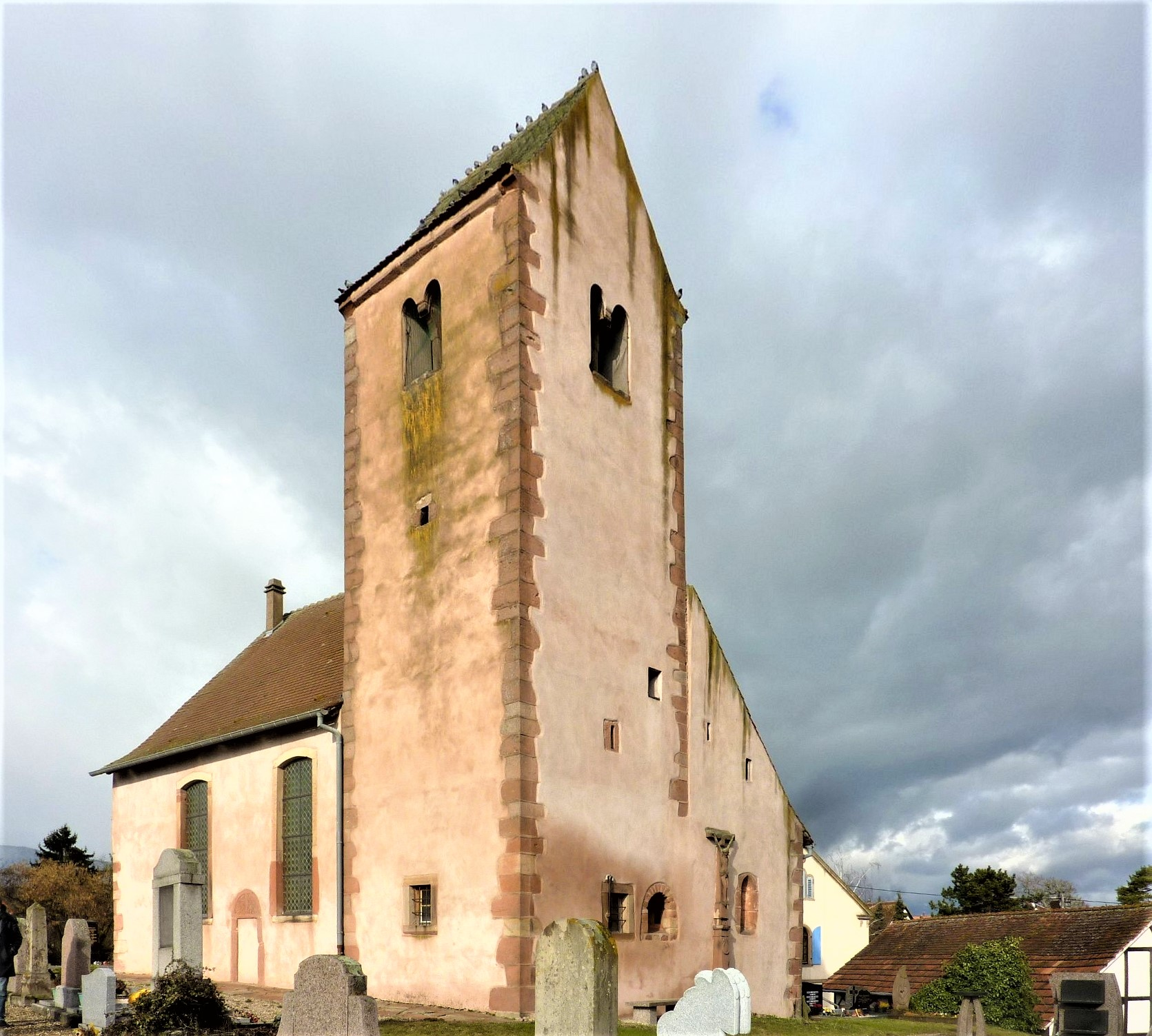
Kirche St-Arbogast

- Kirche St. Arbogast aus dem 12. Jahrhundert